# Amy Landecker
Amy Landecker (Chicago, Illinois, 30 de septiembre de 1969) es una actriz de cine, teatro y televisión estadounidense. Es conocida por sus papeles secundarios en películas como Dan in Real Life (2007), A Serious Man y All Is Bright (2013). En 2014, Landecker comenzó a protagonizar a Sarah Pfefferman en la serie aclamada por la crítica Transparent de los Amazon Studios.

## Vida y carrera
Landecker nació en New York. Hija de Judith y John Records Landecker, una personalidad de la radio de New York . Uno de sus bisabuelos maternos fue Joseph N. Welch.
Sus primeros pasos en su carrera fueron pequeños papeles locales y no se desplazó hasta Los Ángeles hasta 2009.  Desde entonces ha aparecido en numerosas películas y programas de televisión, incluyendo un papel secundario como la señora Samsky en la película nominada como  "Mejor Película" en los Oscar A Serious Man, dirigida por los Hermanos Coen. Esa actuación recibió elogios de muchos críticos de cine, entre ellos Roger Ebert, que escribió: "Amy Landecker está perfecta como la señora Samsky. Ella hace que el personaje sexy cobre un sentido estrictamente lógico, pero cualquier hombre prudente debe saber a primera vista que tiene que  mantenerse alejado".
En 2011, Landecker forma parte del reparto de The Paul Reiser Show de la NBC, interpretando a la mujer de Paul Reiser, Claire. En televisión, ha sido estrella invitada en series como Law & Order: Special Victims Unit, Law & Order: Criminal Intent, NCIS, Curb Your Enthusiasm, Revenge, y muchas otras. También ha aparecido en un número de la producción teatral Off-Broadway, incluyendo Bug. En 2013, Landecker coprotagoniza All Is Bright, Clear History y Enough Said. En 2014 comienza a protagonizar junto a Jeffrey Tambor y Judith Light la serie de Amazon Studios Transparent. Coprotagonizó la producción de Michael Bay el thriller de viajes en el tiempo Project Almanac, estrenado en enero de 2015.

## Filmografía

### Cine
| Año  | Título                               | Papel                      | Notas                         |
| ---- | ------------------------------------ | -------------------------- | ----------------------------- |
| 1998 | Temporary Girl                       | Sondra Hardwood            |                               |
| 1999 | Turks                                | Mujer del tren             |                               |
| 1999 | Light It Up                          | Reportera                  |                               |
| 2007 | Dan in Real Life                     | Cindy Lamson               |                               |
| 2009 | A Serious Man                        | Mrs. Samsky                |                               |
| 2013 | All Is Bright                        | Therese                    |                               |
| 2013 | Clear History                        | Esposa de Nathan           |                               |
| 2013 | Enough Said                          | Debbie                     |                               |
| 2013 | What Should We Watch?                | Irene                      | Corto                         |
| 2015 | Project Almanac                      | Kathy                      |                               |
| 2015 | Upended                              | Cate                       | Corto                         |
| 2015 | Babysitter                           | Janine                     |                               |
| 2015 | The Meddler                          | Diane                      |                               |
| 2016 | Dreamland                            | Olivia                     |                               |
| 2017 | Beatriz at Dinner                    | Jeana                      |                               |
| 2017 | The Hunter's Prayer                  | Banks                      |                               |
| 2018 | A Kid Like Jake                      | Sandra                     |                               |
| 2019 | Snatchers                            | Cheryl                     |                               |
| 2019 | 3 Days with Dad                      | Velma                      |                               |
| 2019 | Bombshell                            | Dianne Brandi              |                               |
| 2020 | Shithouse                            | Mrs. Malmquist             |                               |
| 2020 | Project Power                        | Gardner                    |                               |
| 2021 | Batman: The Long Halloween, Part One | Barbara Gordon             | Direct-to-video; papel de voz |
| 2021 | Trollhunters: Rise of the Titans     | Barbara Lake               | papel de voz                  |
| 2021 | Batman: The Long Halloween, Part Two | Barbara Gordon, Carla Viti | Direct-to-video; papel de voz |
| 2022 | Three Months                         | Edith                      |                               |
| 2022 | I Love My Dad                        | Diane                      |                               |

### Televisión
| Año           | Título                             | Papel                 | Notas                                 |
| ------------- | ---------------------------------- | --------------------- | ------------------------------------- |
| 1999-2000     | Early Edition                      | Susan Schwartz        | 2 episodios                           |
| 2003          | Law & Order: Special Victims Unit  | Stephanie Grayson     | Episodio: "Rotten"                    |
| 2005          | Law & Order: Special Victims Unit  | Jamie Callahan        | Episodio: "Goliath"                   |
| 2006          | Conviction                         | Donna Thatcher        | Episodio: "True Love"                 |
| 2008          | Law & Order                        | Attorney Parrish      | Episodio: "Misbegotten"               |
| 2008          | Mad Men                            | Petra Colson          | Episodio: "A Night to Remember"       |
| 2009          | Medium                             | Lindsay Burke         | Episodio: "Truth Be Told"             |
| 2010          | Law & Order: Criminal Intent       | Agent Stahl           | 2 episodios                           |
| 2010–2014     | Louie                              | Sandra/Madre de Louie | 4 episodios                           |
| 2011          | NCIS                               | Dr. Ellen Gracey      | Episodio: "Out of the Frying Pan"     |
| 2011          | The Paul Reiser Show               | Claire                | Protagonista, 7 episodios             |
| 2011          | House                              | Darrien               | Episodio: "After Hours"               |
| 2011          | The Protector                      | Arlene Duncan         | Episodio: Spoon                       |
| 2011          | Happily Divorced                   | Audrey                | Episodio: "Someone Wants Me"          |
| 2011          | Curb Your Enthusiasm               | Jane Cohen            | Episodio: "The Bi-Sexual"             |
| 2011          | Prime Suspect                      | Alice Paget           | Episodio: "The Great Wall of Silence" |
| 2011–2014     | Revenge                            | Dr. Michelle Banks    | 3 episodios                           |
| 2012          | House of Lies                      | Janelle Winter        | Episodio: "Microphallus"              |
| 2012          | Private Practice                   | Melissa               | Episodio: "Too Much"                  |
| 2012          | Retired at 35                      | Kat                   | Episodio: "The Proposal"              |
| 2013          | Vegas                              | Karen Schultz         | Episodio: "From This Day Forward"     |
| 2014–2019     | Transparent                        | Sarah                 | Protagonista                          |
| 2017          | Room 104                           | Joan                  | Episodio: "Phoenix T1EP8"             |
| 2018          | Grey's Anatomy                     | Morgan                | Episodio: "(Don’t Fear) the Reaper"   |
| 2018          | Alone Together                     | Camille               | Episodio: "Dinner Party"              |
| 2018          | L.A. to Vegas                      | Patricia              | 3 episodios                           |
| 2019          | Sneaky Pete                        | Lorraine Sheffield    | Recurrente, 5 episodios               |
| 2019          | The Twilight Zone                  | Anne Storck           | Episodio: "The Blue Scorpion"         |
| 2019–presente | The Handmaid's Tale                | Mrs. Mackenzie        | 2 episodios                           |
| 2019          | She-Ra and the Princesses of Power | Octavia (voz)         | Episodio: "Boys' Night Out"           |
| 2020          | Kipo and the Age of Wonderbeasts   | Dr. Emilia (voz)      | 17 episodes                           |
| 2020          | Little Birds                       | Vanessa Savage        | 3 episodios                           |
| 2020–2021     | Your Honor                         | Nancy Costello        | 8 episodios                           |
| 2021          | The Premise                        | Trish                 | Episodio: "Moment of Silence"         |
| 2021          | The Croods: Family Tree            | Ugga Crood (voz)      | 6 episodios                           |
| 2022          | Minx                               | Bridget Westbury      | Invitada, 3 episodios                 |
| 2022          | Ramy                               | Terapeuta de Dena     | Episodio: "American Life Coach"       |